# بازی هل
بازی هل (به انگلیسی: Bowsey Hill) یک روستا در بریتانیا است که در بارکشر واقع شده‌است.